# Indiens Grand Prix 2013
Indiens Grand Prix 2013, officiellt 2013 Formula 1 Airtel Grand Prix of India, var en Formel 1-tävling som hölls den 27 oktober 2013 på Buddh International Circuit i Greater Noida, Indien. Det var den sextonde tävlingen av Formel 1-säsongen 2013 och kördes över 60 varv. Vinnare av loppet blev Sebastian Vettel för Red Bull, tvåa blev Nico Rosberg för Mercedes och trea blev Romain Grosjean för Lotus.

## Kvalet
| KR. | Nr | Förare              | Konstruktör          | Q1       | Q2       | Q3       | Grid |
| --- | -- | ------------------- | -------------------- | -------- | -------- | -------- | ---- |
| 1   | 1  | Sebastian Vettel    | Red Bull-Renault     | 1.25,943 | 1.24,568 | 1.24,119 | 1    |
| 2   | 9  | Nico Rosberg        | Mercedes             | 1.25,833 | 1.25,304 | 1.24,871 | 2    |
| 3   | 10 | Lewis Hamilton      | Mercedes             | 1.25,802 | 1.25,259 | 1.24,941 | 3    |
| 4   | 2  | Mark Webber         | Red Bull-Renault     | 1.25,665 | 1.25,097 | 1.25,047 | 4    |
| 5   | 4  | Felipe Massa        | Ferrari              | 1.25,793 | 1.25,389 | 1.25,201 | 5    |
| 6   | 7  | Kimi Räikkönen      | Lotus-Renault        | 1.25,819 | 1.25,191 | 1.25,248 | 6    |
| 7   | 11 | Nico Hülkenberg     | Sauber-Ferrari       | 1.25,883 | 1.25,339 | 1.25,334 | 7    |
| 8   | 3  | Fernando Alonso     | Ferrari              | 1.25,934 | 1.24,885 | 1.25,826 | 8    |
| 9   | 6  | Sergio Pérez        | McLaren-Mercedes     | 1.26,107 | 1.25,365 | 1.26,153 | 9    |
| 10  | 5  | Jenson Button       | McLaren-Mercedes     | 1.25,574 | 1.25,458 | 1.26,487 | 10   |
| 11  | 19 | Daniel Ricciardo    | Toro Rosso-Ferrari   | 1.25,673 | 1.25,519 |          | 11   |
| 12  | 14 | Paul di Resta       | Force India-Mercedes | 1.25,908 | 1.25,711 |          | 12   |
| 13  | 15 | Adrian Sutil        | Force India-Mercedes | 1.26,164 | 1.25,740 |          | 13   |
| 14  | 18 | Jean-Éric Vergne    | Toro Rosso-Ferrari   | 1.26,155 | 1.25,798 |          | 14   |
| 15  | 17 | Valtteri Bottas     | Williams-Renault     | 1.26,178 | 1.26,134 |          | 15   |
| 16  | 12 | Esteban Gutiérrez   | Sauber-Ferrari       | 1.26,057 | 1.26,336 |          | 16   |
| 17  | 8  | Romain Grosjean     | Lotus-Renault        | 1.26,577 |          |          | 17   |
| 18  | 16 | Pastor Maldonado    | Williams-Renault     | 1.26,842 |          |          | 18   |
| 19  | 22 | Jules Bianchi       | Marussia-Cosworth    | 1.26,970 |          |          | 19   |
| 20  | 21 | Giedo van der Garde | Caterham-Renault     | 1.27,105 |          |          | 20   |
| 21  | 20 | Charles Pic         | Caterham-Renault     | 1.27,487 |          |          | 21   |
| 22  | 23 | Max Chilton         | Marussia-Cosworth    | 1.28,138 |          |          | 22   |

| Vidare från första kvalrundan ▬▬ Vidare från andra kvalrundan ▬▬ |

## Loppet
| Pos. | Nr | Förare              | Konstruktör          | Varv | Tid         | Grid | P  |
| ---- | -- | ------------------- | -------------------- | ---- | ----------- | ---- | -- |
| 1    | 1  | Sebastian Vettel    | Red Bull-Renault     | 60   | 1:31.12,187 | 1    | 25 |
| 2    | 9  | Nico Rosberg        | Mercedes             | 60   | +29,823     | 2    | 18 |
| 3    | 8  | Romain Grosjean     | Lotus-Renault        | 60   | +39,892     | 17   | 15 |
| 4    | 4  | Felipe Massa        | Ferrari              | 60   | +41,692     | 5    | 12 |
| 5    | 6  | Sergio Pérez        | McLaren-Mercedes     | 60   | +43,829     | 9    | 10 |
| 6    | 10 | Lewis Hamilton      | Mercedes             | 60   | +52,475     | 3    | 8  |
| 7    | 7  | Kimi Räikkönen      | Lotus-Renault        | 60   | +1.07,988   | 6    | 6  |
| 8    | 14 | Paul di Resta       | Force India-Mercedes | 60   | +1.12,868   | 12   | 4  |
| 9    | 15 | Adrian Sutil        | Force India-Mercedes | 60   | +1.14,734   | 13   | 2  |
| 10   | 19 | Daniel Ricciardo    | Toro Rosso-Ferrari   | 60   | +1.16,237   | 11   | 1  |
| 11   | 3  | Fernando Alonso     | Ferrari              | 60   | +1.18,297   | 8    |    |
| 12   | 16 | Pastor Maldonado    | Williams-Renault     | 60   | +1.18,951   | 18   |    |
| 13   | 18 | Jean-Éric Vergne    | Toro Rosso-Ferrari   | 59   | +1 varv     | 14   |    |
| 14   | 5  | Jenson Button       | McLaren-Mercedes     | 59   | +1 varv     | 10   |    |
| 15   | 12 | Esteban Gutiérrez   | Sauber-Ferrari       | 59   | +1 varv     | 16   |    |
| 16   | 17 | Valtteri Bottas     | Williams-Renault     | 59   | +1 varv     | 15   |    |
| 17   | 23 | Max Chilton         | Marussia-Cosworth    | 58   | +2 varv     | 22   |    |
| 18   | 22 | Jules Bianchi       | Marussia-Cosworth    | 58   | +2 varv     | 19   |    |
| 19   | 11 | Nico Hülkenberg     | Sauber-Ferrari       | 54   | Bromsar     | 7    |    |
| Ret  | 2  | Mark Webber         | Red Bull-Renault     | 39   | Generator   | 4    |    |
| Ret  | 20 | Charles Pic         | Caterham-Renault     | 35   | Hydraulik   | 21   |    |
| Ret  | 21 | Giedo van der Garde | Caterham-Renault     | 1    | Kollision   | 20   |    |

| Förare och stall som tog poäng ▬▬ |

## Ställning efter loppet
|   | Pos. | Förare           | Poäng |
| - | ---- | ---------------- | ----- |
| ▬ | 1    | Sebastian Vettel | 322   |
| ▬ | 2    | Fernando Alonso  | 207   |
| ▬ | 3    | Kimi Räikkönen   | 183   |
| ▬ | 4    | Lewis Hamilton   | 169   |
| ▬ | 5    | Mark Webber      | 148   |

|     | Pos. | Konstruktör      | Poäng |
| --- | ---- | ---------------- | ----- |
| ▬   | 1    | Red Bull-Renault | 470   |
| ▲ 1 | 2    | Mercedes         | 313   |
| ▼ 1 | 3    | Ferrari          | 309   |
| ▬   | 4    | Lotus-Renault    | 285   |
| ▬   | 5    | McLaren-Mercedes | 93    |

- Notering: Endast de fem bästa placeringarna i vardera mästerskap finns med på listorna.